# 施泰因巴赫河 (洛伊薩赫河支流)
47°44′27″N 11°25′13″E / 47.74087°N 11.42029°E

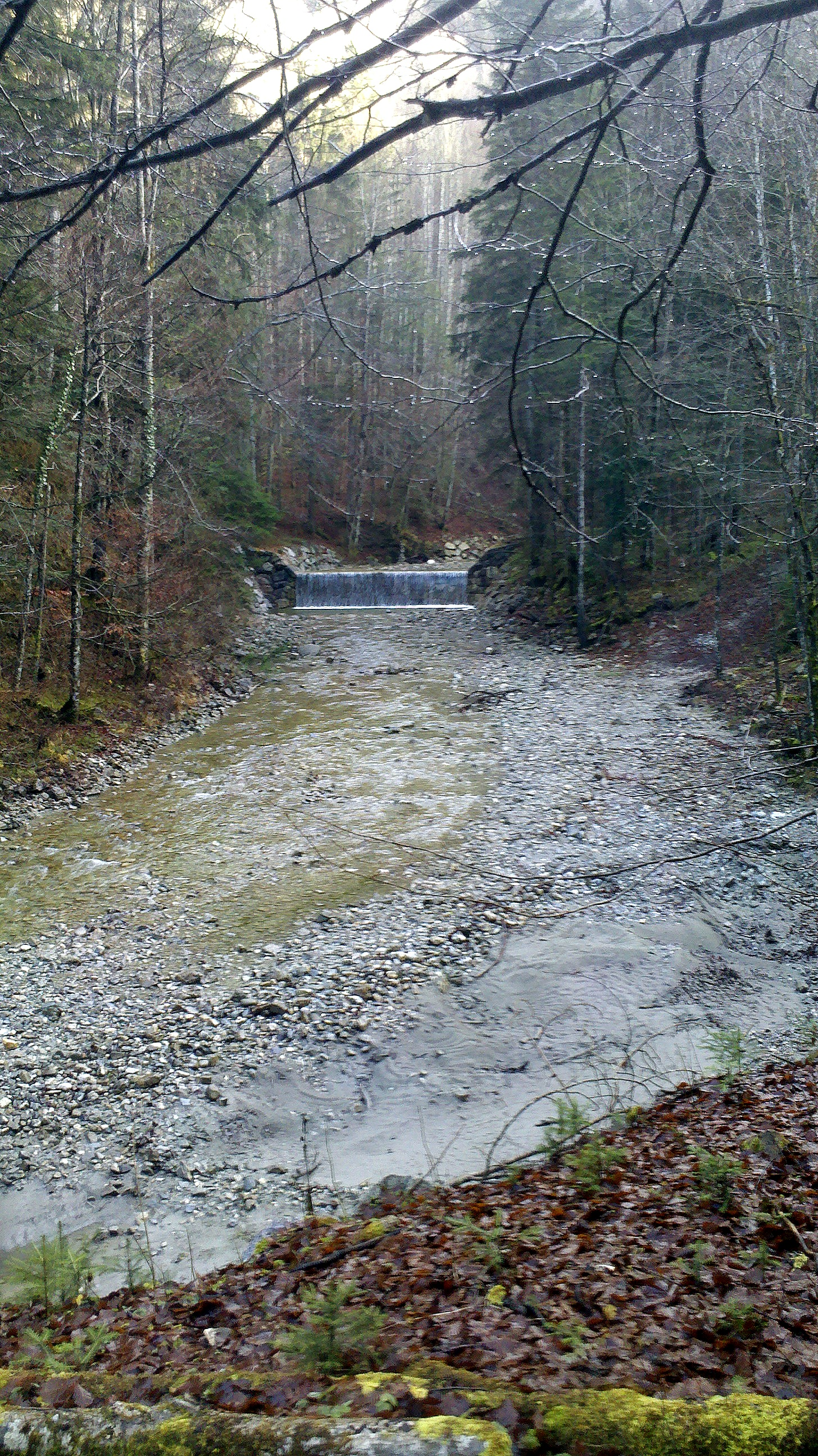

施泰因巴赫河（德語：Steinbach），是德國的河流，位於該國東南部，由巴伐利亞負責管轄，屬於洛伊薩赫河的右支流，河道全長12.6公里，流域面積17.2平方公里，發源自瓦克斯貝格。